# Charles Lomberg
Charles Georg Lomberg (ur. 4 grudnia 1886 w Göteborgu, zm. 6 marca 1966 tamże) – szwedzki lekkoatleta (wieloboista i skoczek w dal), wicemistrz olimpijski z 1912.
Na igrzyskach olimpijskich w 1912 w Sztokholmie Lomberg zajął 3. miejsce w dziesięcioboju lekkoatletycznym oraz 16. miejsce w pięcioboju lekkoatletycznym. Jednak po dyskwalifikacji zwycięzcy obu tych konkurencji Jima Thorpe’a za naruszenie statusu amatorskiego Lomberg został przesunięty na 2. miejsce w dziesięcioboju (za swym rodakiem Hugonem Wieslanderem, a przed innym Szwedem Göstą Holmérem), a w pięcioboju na 15. miejsce. W 1982 przywrócono złote medale Thorpe’owi, jednak utrzymano również dotychczasowy status medalowy zawodnikom, którzy przez 70 lat byli uznawani za medalistów olimpijskich. Lomberg na tych igrzyskach startował również w skoku w dal, w którym zajął 17. miejsce.
Był mistrzem Szwecji w dziesięcioboju w 1912.